# Jimmy Cleveland
Jimmy Cleveland, all'anagrafe James Milton Cleveland (Wartrace, 3 maggio 1926 – Lynwood, 23 agosto 2008), è stato un trombonista statunitense di musica jazz.

## Biografia
Cominciò a suonare il trombone all'età di 16 anni e, dopo una serie di piccoli ingaggi, cominciò subito a farsi notare per la sua brillantezza stilistica e la sua inventiva nei soli. Militò nella big band di Lionel Hampton dal 1950 al 1953, per un certo periodo è stato nella big band di Count Basie, come trombone solista; in seguito ha partecipato alla registrazione di Porgy and Bess di Gil Evans e a molte altre produzioni con grandissimi nomi del jazz, quale ad esempio l'ottetto di Thelonious Monk, nel 1967. Dopo una tournée con Quincy Jones in Europa (1959) diventò un trombonista free-lance, collaborando a molti album, ma registrando pochissime volte a suo nome (4 LP in totale). È stato uno dei più grandi trombonisti del jazz main-stream e hard-bop degli anni '50 e '60, avendo collaborato con musicisti come Miles Davis, Charles Mingus, Sarah Vaughan, Antônio Carlos Jobim, Quincy Jones, Lucky Thompson, Gigi Gryce, Oscar Peterson, Dinah Washington, Jimmy Smith, Sonny Rollins, Oscar Pettiford e James Brown.

## Discografia

### Come Leader
- 1955 - Introducing Jimmy Cleveland and His All Stars (EmArcy Records, MG-36066 - 1956)
- 1957- Cleveland Style (EmArcy Records, MG-36126 - 1958)
- 1958 - A Map of Jimmy Cleveland (Mercury Records, MG-20442/SR-60117 - 1959)
- 1959 - Rhythm Crazy (EmArcy Records, MG-26003 - 1965)

### Come Sideman
con Cannonball Adderley:
- 1955 - Julian "Cannonball" Adderley (EmArcy Records)
- 1956 - In the Land of Hi-Fi (EmArcy Records)
- 1961 - African Waltz (Riverside Records)
- 1965 - Domination (Capitol Records)

con Gene Ammons
- 1971 - Free Again (Prestige Records)

con Dorothy Ashby
- 1965 - The Fantastic Jazz Harp of Dorothy Ashby (Atlantic Records)

con Art Blakey
- 1959 - Art Blakey Big Band (Bethlehem Records)

con Brass Fever
- 1976 - Time Is Running Out (Impulse! Records)

con James Brown:
- 1970 - Soul on Top (King/Verve Records)

con Ray Brown e Milt Jackson
- 1965 - Ray Brown / Milt Jackson (Verve Records)

con Ruth Brown
- 1959 - Miss Rhythm (Atlantic Records)

con Kenny Burrell
- 1968 - Blues - The Common Ground (Verve Records)
- 1969 - Night Song (Verve Records)

con Donald Byrd
- 1965 - I'm Tryin' to Get Home (Blue Note Records)

con Donald Byrd e Gigi Gryce
- 1957 - Jazz Lab (Columbia Records)
- 1957 - Modern Jazz Perspective (Columbia Records)

con Miles Davis
- 1957 - Miles Ahead (Columbia Records)
- 1959 - Porgy and Bess (Columbia Records)

con Art Farmer
- 1958 - Brass Shout (United Artists Records)
- 1959 - The Aztec Suite (United Artists Records)
- 1963 - Listen to Art Farmer and the Orchestra (Mercury Records)
- 1989 - Art Worker (Moon Records)

con Gigi Gryce
- 1953 - Street Scenes (Vogue Records)
- 1955 - Orchestra and Quartet (Signal Records)

con Chico Hamilton
- 1968 - The Gamut (Solid State Records)

con Milt Jackson
- 1957 - Plenty, Plenty Soul (Atlantic Records)
- 1962 - Big Bags (Riverside Records)
- 1963 - For Someone I Love (Riverside Records)
- 1969 - Memphis Jackson (Impulse! Records)

con Antônio Carlos Jobim
- 1962 - The Composer of Desafinado, Plays (Verve Records)
- 1967 - Wave (CTI Records)

con Quincy Jones
- 1955 - Jazz Abroad (EmArcy Records)
- 1957 - This Is How I Feel About Jazz (ABC-Paramount Records)
- 1959 - The Birth of a Band (Mercury Records)
- 1959 - The Great Wide World of Quincy Jones (Mercury Records)
- 1960 - I Dig Dancers (Mercury Records)

con Sam Jones
- 1962 - Down Home (Riverside Records)

con Gene Krupa
- 1958 - Gene Krupa Plays Gerry Mulligan Arrangements (Verve Records)

con Melba Liston
- 1958 - Melba Liston and Her 'Bones (MetroJazz Records)

con Mundell Lowe
- 1959 - TV Action Jazz! (RCA Camden Records)
- 1961 - Satan in High Heels (Charlie Parker Records)

con Junior Mance
- 1962 - The Soul of Hollywood (Jazzland Records)

con Gary McFarland
- 1963 - Soft Samba (Verve Records)

con Carmen McRae
- 1959 - Something to Swing About (Kapp Records)

con Blue Mitchell
- 1961 - Smooth as the Wind (Riverside Records)

con Modern Jazz Quartet
- 1965 - Jazz Dialogue (Atlantic Records)

con Thelonious Monk
- 1988 - Thelonious Monk Nonet Live in Paris 1967 (France's Concert Records) Live del 1967

con Wes Montgomery
- 1963 - Movin' Wes (Verve Records)

con James Moody
- 1966 - Moody and the Brass Figures (Milestone Records)

con Oliver Nelson e Hank Jones
- 1966 - Happenings (Impulse! Records)

con Oliver Nelson e Pee Wee Russell
- 1967 - The Spirit of '67 (Impulse! Records)

con Oliver Nelson
- 1966 - Encyclopedia of Jazz (Verve Records)
- 1966 - Leonard Feather Presents The Sound of Feeling and the Sound of Oliver Nelson (Verve Records)

con Phines Newborn, Jr.
- 1957 - Phineas Newborn, Jr. Plays Harold Arlen's Music from Jamaica (RCA Victor Records)

con Joe Newman
- 1956 - Salute to Satch (RCA Victor Records)

con Duke Pearson
- 1968 - Now Hear This (Blue Note Records)

con Tony Perkins
- 1958 - On a Rainy Afternoon (RCA Victor Records)

con Oscar Peterson
- 1965 - With Respect to Nat (Verve Records)

con Oscar Pettiford
- 1954 - Basically Duke (Bethlehem Records)
- 1956 - The Oscar Pettiford Orchestra in Hi-Fi (ABC-Paramount Records)

con Sonny Rollins
- 1958 - Sonny Rollins and the Big Brass (MetroJazz Records)

con Jimmy Rushing
- 1963 - Five Feet of Soul (Roulette Records)

con Lalo Schifrin
- 1964 - New Fantasy (Verve Records)
- 1965 - Once a Thief and Other Themes (Verve Records)

con Shirley Scott
- 1963 - For Members Only (Impulse! Records)

con Jimmy Smith
- 1962 - Bashin': The Unpredictable Jimmy Smith (Verve Records)
- 1963 - Any Number Can Win (Verve Records)
- 1964 - The Cat...The Incredible Jimmy Smith (Verve Records)
- 1964 - Christmas '64 (Verve Records)
- 1968 - Stay Loose (Verve Records)

con Jimmy Smith e Wes Montgomery
- 1966 - The Dynamic Duo (Verve Records)

con Sonny Stitt
- 1955 - Sonny Stitt Plays Arrangements from the Pen of Quincy Jones (Roost Records)
- 1962 - Sonny Stitt & the Top Brass (Atlantic Records)
- 1965 - Broadway Soul (Colpix Records)

con Idrees Sulieman
- 1957 - Roots (New Jazz Records)

con Billy Taylor
- 1957 - My Fair Lady Loves Jazz (ABC-Paramount Records)
- 1961 - Kwamina (Mercury Records)

con Clark Terry
- 1955 - Clark Terry (EmArcy Records)

con Lucky Thompson
- 1956 - Lucky Thompson Featuring Oscar Pettiford, Vol. 2 (ABC-Paramount Records)

con Stanley Turrentine
- 1968 - Always Something There (Blue Note Records)

con Sarah Vaughan
- 1958 - ¡Viva! Vaughan (Verve Records)

con Dinah Washington
- 1955 - For Those in Love (Mercury Records)
- 1956 - The Swingin' Miss ''D'' (Verve Records)

con Randy Weston
- 1960 - Uhuru Afrika (Roulette Records)
- 1963 - Highlife (Colpix Records)